# Safirgumpad dunbena
Safirgumpad dunbena (Eriocnemis luciani) är en fågel i familjen kolibrier.

## Utseende
Safirgumpad dunbena är en stor och gänglig kolibri. Fjäderdräkten är grön, med blå undergump, vita dunaktiga fjädertofsar vid benen och relativt lång stjärt. Fåglar i Ecuador har blått på pannan, medan de i Peru har endast lite eller inget blått och kopparfärgad anstrykning i nacken. Den senare kan också uppvisa blåaktig ton på buken. Könen är lika, förutom i södra Peru där honan kan uppvisa vitaktig buk.

## Utbredning och systematik
Safirgumpad dunbena hittas i Anderna från allra sydligaste Colombia till södra Peru. Fågeln delas in i fem underarter med följande utbredning:
- luciani-gruppen
  - Eriocnemis luciani luciani – förekommer i sydvästra Colombia (Nariño) och norra Ecuador
  - Eriocnemis luciani baptistae – förekommer i centrala och södra Ecuador
  - Eriocnemis luciani meridae – förekommer i västra Venezuela (Merida)
- sapphiropygia/catharina-gruppen
  - Eriocnemis luciani catharina – förekommer i Andernas östsluttning i norra Peru, från Amazonas (söder och öster om Marañóndalen) söderut till sydöstra La Libertad
  - Eriocnemis luciani sapphiropygia – förekommer i Andernas östsluttning i centrala och södra Peru (Pasco till Puno)

Sedan 2014 urskiljer Birdlife International och naturvårdsunionen IUCN den senare gruppen som den egna arten "kopparnackad dunbena" (Eriocnemis sapphiropygia). 

## Levnadssätt
Safirgumpad dunbena hittas i höga bergstrakter, i kanter av fuktig skog. Där försvarar den stånd med blommor aggressivt mot andra kolibrier.

## Status
IUCN hotkategoriserar underartsgrupperna (eller arterna) var för sig, båda som livskraftiga.

## Namn
Fågelns vetenskapliga artnamn hedrar den franske entomologen Jean Baptiste Lucien Buquet (1807-1889).

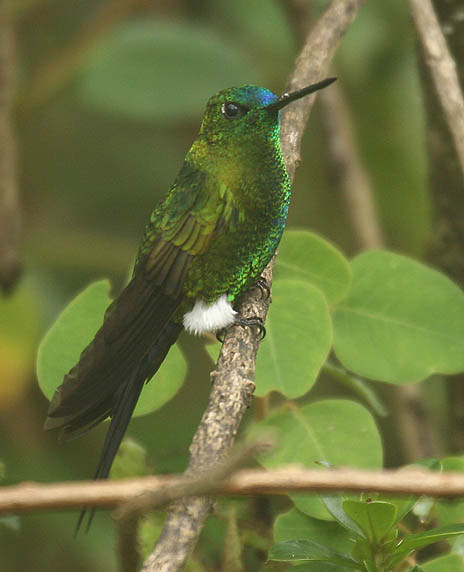